# رانتات
رانتات (به لاتین: Ranhat) یک منطقهٔ مسکونی در بنگلادش است که در راج‌شاهی واقع شده‌است. رانتات ۱ کیلومتر مربع مساحت و ۳٬۲۱۵ نفر جمعیت دارد.